# Hemieuxoa lupa
Hemieuxoa lupa là một loài bướm đêm trong họ Noctuidae.